# Scorpaenodes arenai
Scorpaenodes arenai is een straalvinnige vissensoort uit de familie van schorpioenvissen (Scorpaenidae). De wetenschappelijke naam van de soort is voor het eerst geldig gepubliceerd in 1962 door Torchio.